# Dehnungsvergrößerung
Die Dehnungsvergrößerung ist ein Phänomen, das bei faserverstärkten Kunststoffen auftritt. Sie zeichnet sich dadurch aus, dass bei Belastung quer zur Faser die Matrix einen größeren Teil der Dehnung übernimmt als die Faser.
Die Dehnungsvergrößerung ist ein wichtiges Problem von faserverstärkten Kunststoffen (z. B. glasfaserverstärkter Kunststoff), da sie die Querzugfestigkeit des Verbunds herabsetzt. Die Dehnungsvergrößerung beeinflusst die Festigkeit eines faserverstärkten Kunststoffes und nicht dessen Steifigkeit. Die Dehnungsvergrößerung steigt mit dem Faservolumenanteil.

## Mikromechanische Erklärung

Mikromechanisches Scheibchenmodell zur Berechnung der Dehnungsvergrößerung

In Richtung quer zur Faser liegt mechanisch eine Reihenschaltung der Steifigkeiten vor. Die Verstärkungsfasern haben in der Regel auch quer zur Faser einen höheren Elastizitätsmodul als die umgebende Matrix. 
Bei einer aufgeprägten äußeren Dehnung {\displaystyle \varepsilon _{\rm {gesamt}}} ist der Anteil der Dehnung der Faser {\displaystyle \varepsilon _{\rm {Faser}}} wesentlich geringer als derjenige der Matrix  {\displaystyle \varepsilon _{\rm {Matrix}}}. Dies ist im ungünstigen Verhältnis der Elastizitätsmoduln begründet.
Aus der Dehnungsvergrößerung in der Matrix resultiert eine örtliche Spannungsüberhöhung. Sie ist Grund für die niedrige Festigkeit von faserverstärkten Kunststoffen quer zur Faserrichtung. Die Dehnungsvergrößerung steigt mit dem Faservolumenanteil sowie mit dem Verhältnis {\displaystyle E_{\rm {Faser}}/E_{\rm {Matrix}}} an.

## Auswirkungen
Verstärkungsfasern, die in Querrichtung besonders steif sind, erzeugen eine starke Dehnungsvergrößerung. Insbesondere ist hier die isotrope Glasfaser zu nennen. Hat z. B. reines Epoxidharz noch eine Zugfestigkeit von etwa {\displaystyle R_{\text{Harz}}=90\,\mathrm {N} /\mathrm {mm} ^{2}}, so sinkt die Querzugfestigkeit im Verbund mit Glasfasern auf etwa die Hälfte ab.
Fasern mit einem niedrigen Modul quer zur Faser, wie die Kohlenstofffaser, haben eine wesentlich geringere Dehnungsüberhöhung, was sich in einer höheren Querzugfestigkeit im Verbund ausdrückt.